# 麦当劳薯条
麦当劳薯条，商业名称为（直译：世界驰名薯条），是美国快餐店麦当劳供应的薯条产品。

## 历史

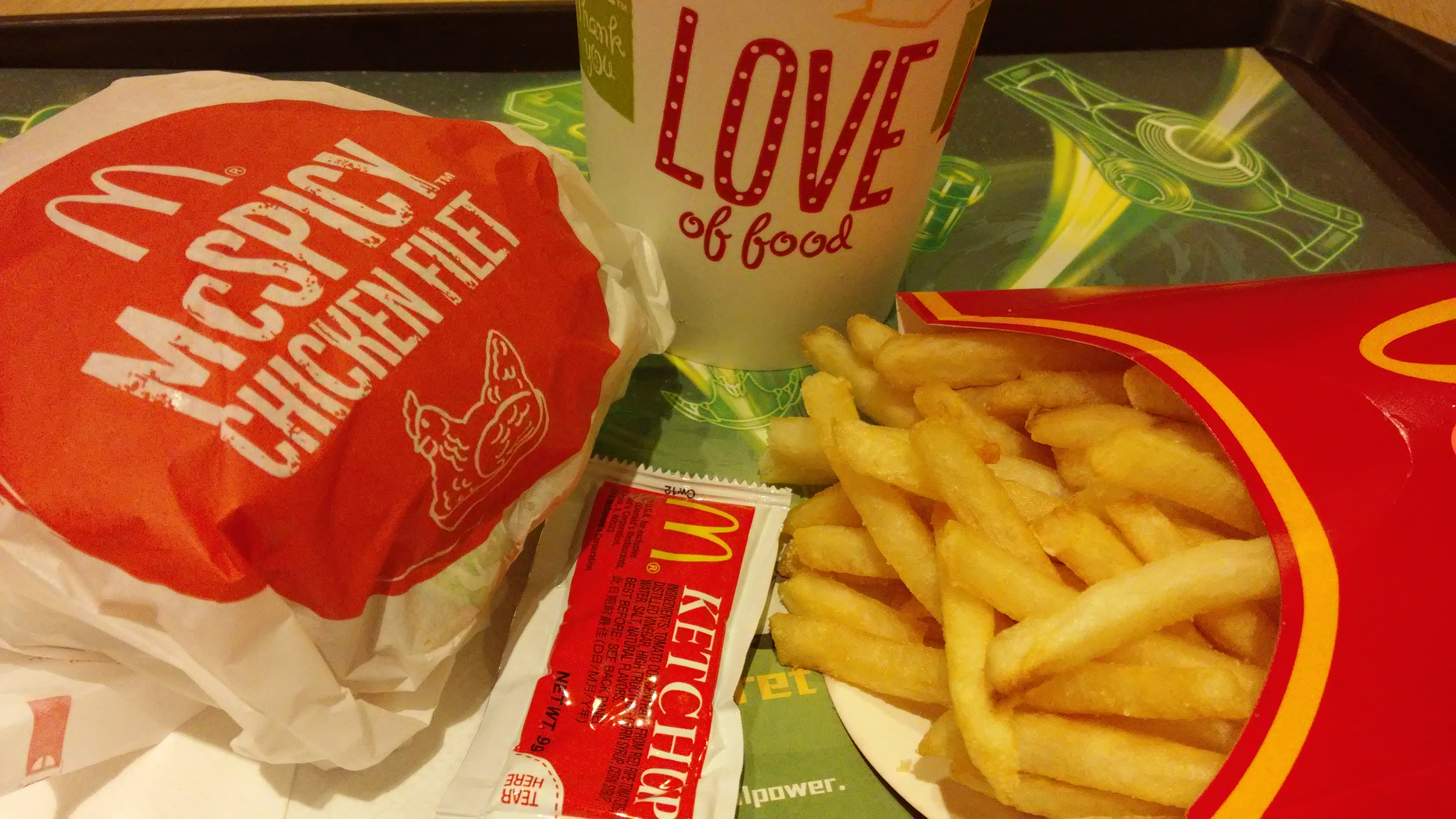
麦当劳薯条配鸡肉三明治

本产品于1949年推出，使用93%的牛脂和7%的棉籽油油炸。
20世纪50年代，麦当劳创始人兼首席执行官雷·克罗克对其供应商施行质量管控措施，确保马铃薯的固体含量保持在20%至23%的最佳范围内。克罗克还开创了“腌制”马铃薯的做法，将糖分转化为淀粉，从而使薯条始终松脆。这一过程需要将马铃薯在温暖的环境中储存数周。此外，他还引进了路易斯·马蒂诺开发的“马铃薯计算机”，根据油炸过程中油温的波动来计算薯条的精确烹饪时间。随后于1967年，克罗克与辛普劳公司签约，由后者供应冷冻薯条以取代鲜切马铃薯。
20世纪80年代末，曾在43岁突发心脏病的百万富翁商人菲尔·索科洛夫在纽约、芝加哥等市报刊投放整版广告，指控麦当劳菜单威胁美国人民健康，要求其停止使用牛脂烹饪薯条。
经历此次风波（含全国心脏保护协会反对使用飽和脂肪和牛脂运动），麦当劳于1990年改用加有牛肉风味调料的植物油。麦当劳没有透露其牛肉调味料中是否含有肉类，但已知其中含有牛奶副产品。2002年，麦当劳支付1000万美元以了结关于该公司误将薯条标示为素食的指控。
“瘦式”薯条的流行很大程度上归功于麦当劳及漢堡王。
2008年，麦当劳在美国及加拿大市场停用反式脂肪。2013年，加拿大麦当劳将其已在魁北克省特供十年的盖浇薯条向全国推出。

## 产品
美国麦当劳销售的薯条使用了19种原料，如葡萄糖、特丁基对苯二酚、聚二甲基矽氧烷、檸檬酸和酸式焦磷酸钠。麦当劳使用非转基因 赤褐色马铃薯及谢波迪马铃薯。
迄2019年，德国境内销售的薯条使用不同的烹饪方法，并明文公示原料，包括马铃薯、葵花籽油、菜籽油、盐、葡萄糖、磷酸二钠和聚二甲基硅氧烷。
在生产过程中，马铃薯首先被运到工厂，在那里经过机械切块、焯水、部分油炸、速冻，然后运往各特许经营餐厅。